# 在シンガポール外国公館の一覧

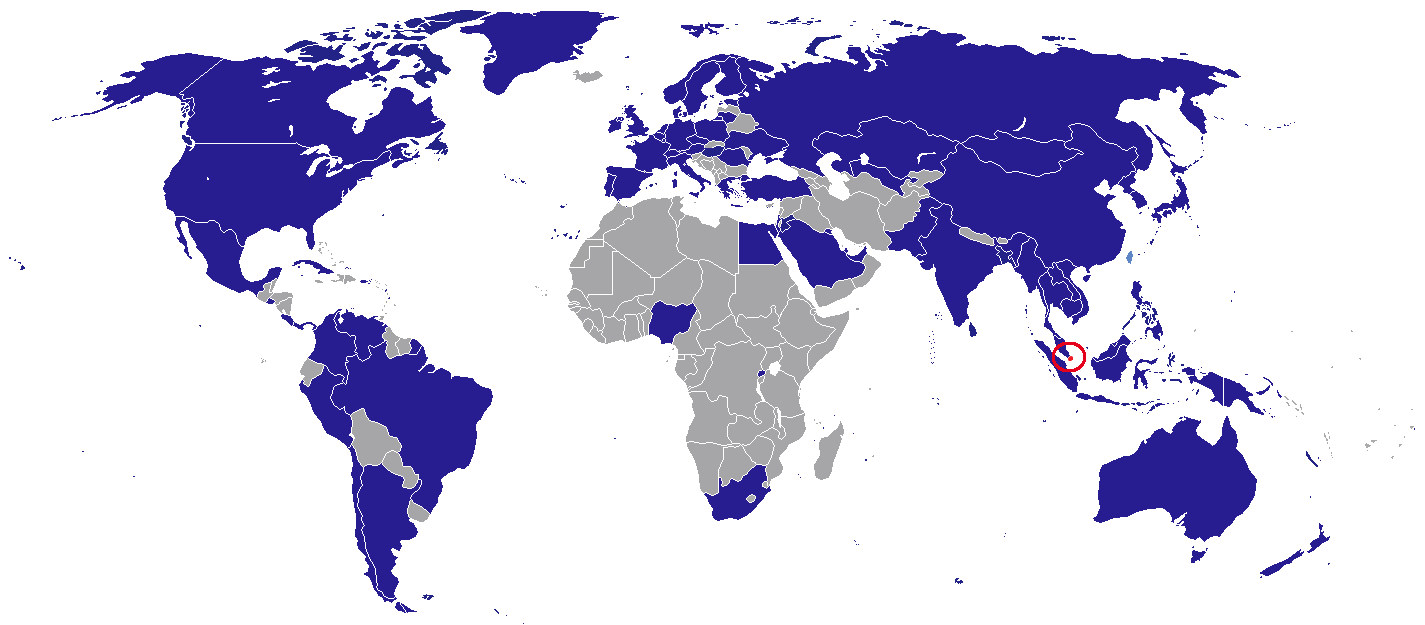
在シンガポール外国公館を置いている国

在シンガポール外国公館の一覧は、シンガポールにある外国公館の一覧である。66の大使館・高等弁務官事務所が置かれ、40の領事館、11の国際組織が公館を置いている。また、この他に60以上の国が事務所をシンガポールに置かずに管轄している。

## 大使館・高等弁務官事務所
- アルゼンチン
- オーストラリア
- オーストリア
- バングラデシュ
- ベルギー
- ブラジル
- ブルネイ
- カンボジア
- カナダ
- チリ
- 中国
- コロンビア
- コスタリカ
- キューバ
- チェコ
- デンマーク
- 東ティモール
- エジプト
- エルサルバドル
- エストニア
- フィンランド
- フランス
- ドイツ
- ギリシャ
- ハンガリー
- インド
- インドネシア
- アイルランド
- イスラエル
- イタリア
- 日本（大使館）
- ヨルダン
- カザフスタン
- クウェート
- ラオス
- リトアニア
- マレーシア
- モルディブ（高等弁務官事務所）
- メキシコ
- モンゴル
- ミャンマー
- オランダ
- ニュージーランド
- ナイジェリア
- 朝鮮民主主義人民共和国
- ノルウェー
- パキスタン
- パナマ
- パプアニューギニア
- ペルー
- フィリピン
- ポーランド
- ポルトガル
- カタール
- 韓国
- ルーマニア
- ロシア
- ルワンダ
- サウジアラビア
- 南アフリカ
- スペイン
- スリランカ
- スウェーデン
- スイス
- タイ
- トルコ
- ウクライナ
- アラブ首長国連邦
- イギリス
- アメリカ
- ウズベキスタン
- バチカン
- ベネズエラ
- ベトナム
- ジンバブエ

## 名誉領事館
- バルバドス
- ベラルーシ
- ベリーズ
- ベナン
- ボツワナ
- カメルーン
- コロンビア
- コモロ
- コンゴ共和国
- コートジボワール
- キプロス
- ジブチ
- エストニア
- エチオピア
- ガーナ
- ギリシャ
- ジャマイカ
- ケニア
- ラトビア
- レバノン
- リトアニア
- ルクセンブルク
- マダガスカル
- マリ
- マルタ
- モーリシャス
- モナコ
- モロッコ
- ネパール
- オマーン
- パプアニューギニア
- セントビンセント・グレナディーン
- サモア
- セーシェル
- スロバキア
- スロベニア
- チュニジア
- ツバル
- ウガンダ
- ザンビア

## その他の地域
- 欧州連合 (代表部)
- 香港 (経済貿易事務所)
- 中華民国 (代表事務所)

## 組織
- アジア欧州財団（英語版）
- アジア太平洋経済協力
- 国際通貨基金 (IMF)
- IMF - Singapore Regional Training Institute
- 国際協力機構 (JICA)
- 太平洋経済協力会議（英語版）
- 世界保健機関
- 多数国間投資保証機関 (MIGA)
- アジア海賊対策地域協力協定情報共有センター(ReCAAP-ISC)
- Regional Emerging Diseases Intervention (REDI) Center
- 世界知的所有権機関
- 世界銀行[1]

## 他地域の公館がシンガポールを管轄している国
- アルゼンチン (ジャカルタ)
- アルメニア (北京)
- ガーナ (東京)
- ギリシャ (バンコク)
- アイスランド (ニューデリー)
- イラク (ジャカルタ)
- ルクセンブルク (バンコク)
- モーリシャス (ニューデリー)
- モザンビーク (ジャカルタ)
- ジンバブエ (ジャカルタ)